# Real della Repubblica Federale del Centroamerica
Il real è stata la valuta della Repubblica Federale del Centro America dal 19 marzo 1824 fino al 1841, data dello scioglimento della Repubblica. Il real della Repubblica Centroamericana sostituì il real coloniale spagnolo alla pari e continuò a circolare ed essere emesso anche dopo che gli Stati costituenti lasciarono la Repubblica Federale del Centro America. Sia il Guatemala che il Costa Rica continuarono a coniare monete nello stile del real repubblicano fino al 1851. Le monete furono coniate in Guatemala, Costa Rica e Honduras, mentre ulteriori emissioni provvisorie furono coniate in Costa Rica e Honduras. La valuta fu sostituita dal real costaricano, dal peso salvadoregno, dal peso guatemalteco, dal real honduregno e dal peso nicaraguense.
Sedici real d'argento equivalevano a un escudo d'oro e una moneta da otto real era chiamata peso.

## Storia
Il 19 marzo 1824, l'Assemblea nazionale costituente promulgò un decreto legislativo per l'emissione di nuove monete e proibì la produzione di qualsiasi moneta con le caratteristiche della monarchia spagnola. Il decreto stabilì che le monete dovevano essere prodotte in oro e in argento, sul rovescio dovevano presentare il motto Libre Crezca Fecundo con un albero di ceiba come simbolo di libertà e sul dritto dovevano presentare 5 o 3 vulcani con un sole raggiante, che appariva nascente sulle monete d'argento e completamente sorto su quelle d'oro. A causa delle loro dimensioni ridotte, le monete da ¼ e ½ real potevano per legge presentare solo 3 vulcani.

### Monetazione provvisoria
I conii delle monete furono preparati in Guatemala e inviati alla zecca di San José (Costa Rica) e alla zecca di Tegucigalpa (Honduras). Tuttavia, prima che i conii potessero arrivare, entrambe le zecche si assunsero la responsabilità d'inciderli a mano e coniare monete in oro e in argento datate 1824 e 1825. Queste emissioni erano molto incoerenti nel peso e aspetto e come tali furono demonetizzate nel 1833 dal governo. I registri indicano che tra le 10.900 e le 17.000 monete in oro vennero fuse in un periodo di tre mesi nel 1833.

### Contromarche

#### Città del Guatemala
Dal 2 maggio 1839 al 1841, la zecca di Nueva Guatemala (Città del Guatemala) contromarcò il dritto e il rovescio di real coloniali spagnoli da 4 e 8 real e monete latinoamericane da 8 real. La contromarca che veniva applicata sul rovescio era un cerchio di 6,5 o 7 mm di diametro, all'interno si vedeva un sole raggiante sopra 3 vulcani, mentre sul dritto veniva applicata una contromarca che raffigurava un sole, i cui raggi formavano una stella a cinque punte, accompagnata da un arco, una freccia e una faretra.

#### Quetzaltenango
Il Governo federale riconobbe lo Stato di Los Altos come il sesto Stato dell'Unione nel 1838. Dal 15 giugno 1839 al 2 aprile 1840, data in cui fu reincorporato al Guatemala, contromarcò il rovescio di real coloniali spagnoli da 4 e 8 real e monete latinoamericane con il peso e il titolo d'argento richiesti dai regolamenti federali. La contromarca che veniva applicata era un cerchio di 6,5 mm di diametro, all'interno si vedeva un quetzal appollaiato sulla cima di un vulcano che osservava, alla sua sinistra, il tramonto di un sole radioso.

## Zecche

### Zecca di Nueva Guatemala

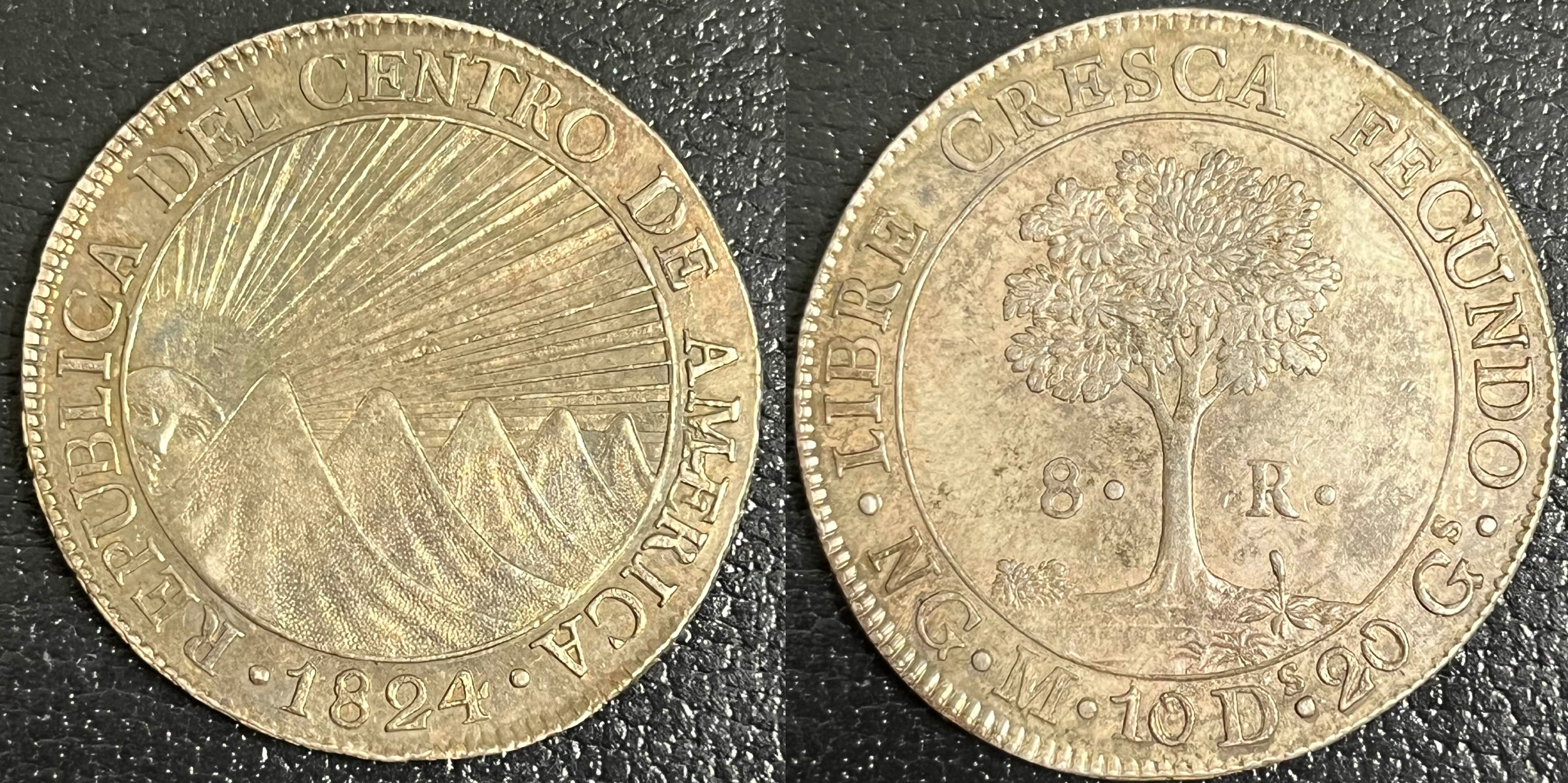
Il segno di zecca NG sul rovescio di questa moneta da 8 real indica che è stata coniata nella zecca di Nueva Guatemala. M è l'iniziale dell'incisore, Miguel Muñoz. Il titolo del metallo è indicato sulla legenda come 10 Ds 20 Gs, si tratta di circa il 90,27% di argento.

La zecca di Nueva Guatemala (Città del Guatemala), in Guatemala, produsse monete d'oro e d'argento dal 1824 al 1847. La zecca di Nueva Guatemala produsse monete d'argento in tagli da ¼, ½, 1 e 8 real e monete d'oro in tagli da 1, 2, 4 e 8 escudos. Il Guatemala non si separò formalmente dalla Repubblica fino al 1847 e continuò a produrre 8 real fino al 1847.

### Zecca di San José
La zecca di San José, in Costa Rica, produsse monete d'oro e d'argento dal 1824 al 1850. La zecca di San José produsse monete d'argento in tagli da ¼, ½, 1 e 8 real e monete d'oro in tagli da ½, 1, 2, 4 e 8 escudos.

### Zecca di Tegucigalpa

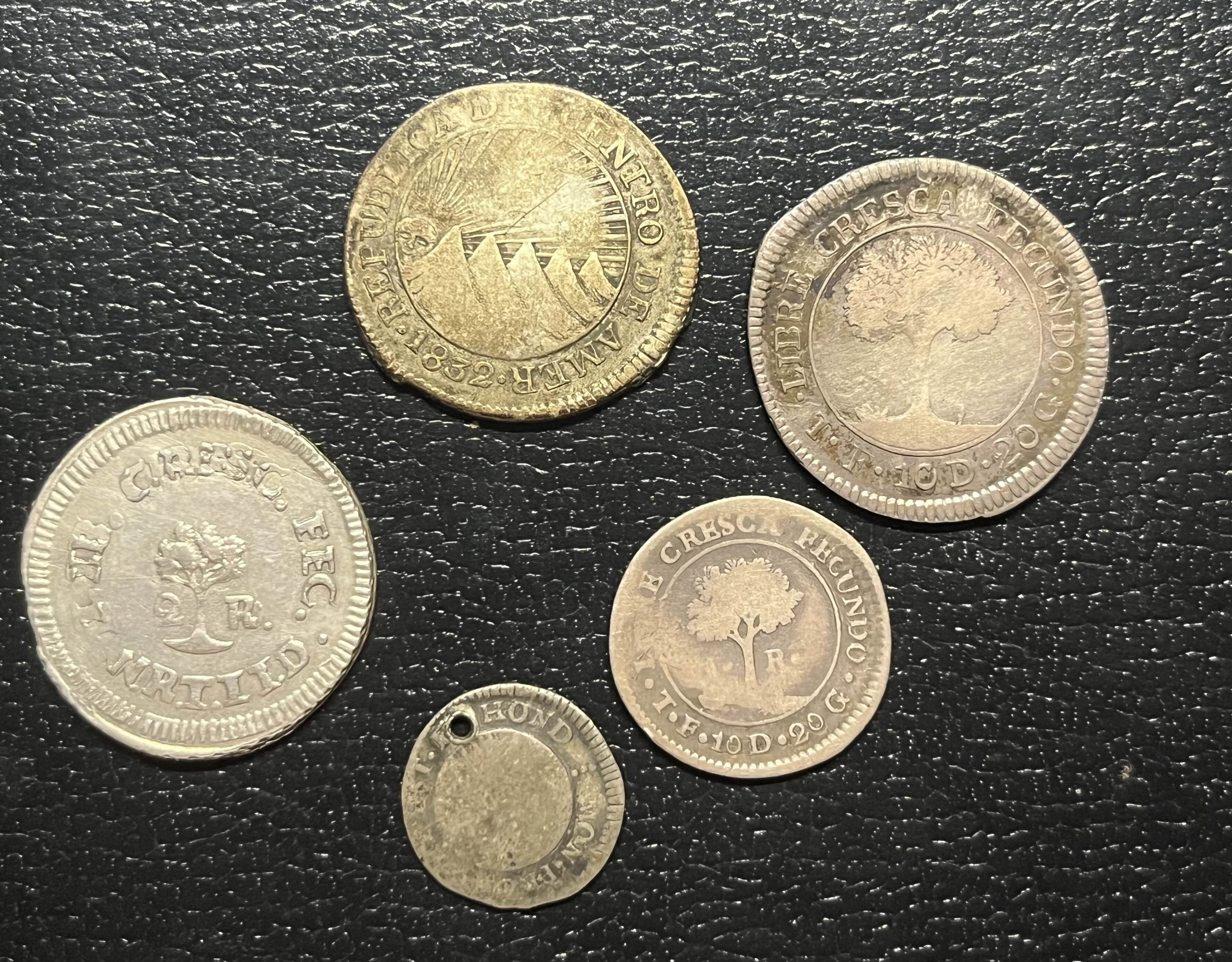
Monete coniate dalla zecca di Tegucigalpa.

La zecca di Tegucigalpa, in Honduras, produsse monete d'argento dal 1824 al 1825 e dal 1830 al 1832 in tagli da ½, 1 e 2 real. Le emissioni del 1824 e del 1825 furono considerate non standard dal governo centrale e una legge del 1825 impose la cessazione della zecca di Tegucigalpa fino a quando non fossero stati consegnati conii standard.